# Agrilus abjectus
Agrilus abjectus es una especie de insecto del género Agrilus, familia Buprestidae, orden Coleoptera.
Fue descrita científicamente por Horn, 1891.
Mide 6 mm. Se encuentra desde Texas central a sur. No se conocen sus plantas huéspedes.